# Euchlanis parameneta
Euchlanis parameneta är en hjuldjursart som beskrevs av Berzinš 1973. Euchlanis parameneta ingår i släktet Euchlanis och familjen Euchlanidae. Inga underarter finns listade i Catalogue of Life.